# فيليكس أفينا جيان
فيليكس أفينا جيان (مواليد 19 يناير 2003) هو لاعب كرة قدم غاني يلعب في مركز المهاجم في نادي روما.